# 静安区
静安区（上海话拼音：xhin'oequ，发音：[[ʑìn.ø̋tɕʼy᷆]]）是中國上海市的一个市辖区，全区面积37.37平方公里，与6个区接壤。区境东与黄浦区、虹口区交界，西与长宁区、普陀区为邻，南与徐汇区衔接，北与宝山区毗连。區人民政府駐江寧路常德路370號。

## 概要
静安区是上海市的一个重要行政区，位于上海市的市中心区域。拥有警备区司令部，上海市公安局，上海市政协，上海电视台，解放日报新民晚报文汇报（报业集团）所在地最核心的地区，上海非常繁华和重要的商务、文化、商业中心之一。静安区的核心地段有很多标志性的城市景观和重要设施，如静安寺、南京西路、静安公园、武定路、延平路、北京西路等。该区是上海的商业和金融中心之一，吸引了大量国内外企业和高端消费群体，Kering，LVHM，Richemont，Hermès，chanel，Prada，等中国奢侈品总部都汇聚于此。
此外，静安区也以其浓厚的历史文化氛围和现代化城市功能结合而著称。这里有许多国际化的购物中心、五星级酒店和文化艺术场所，也融合了大量的历史建筑和老街区。因此，静安区被认为是上海最具活力和最国际化的区域之一，具有非常重要的地理和经济地位。

## 歷史

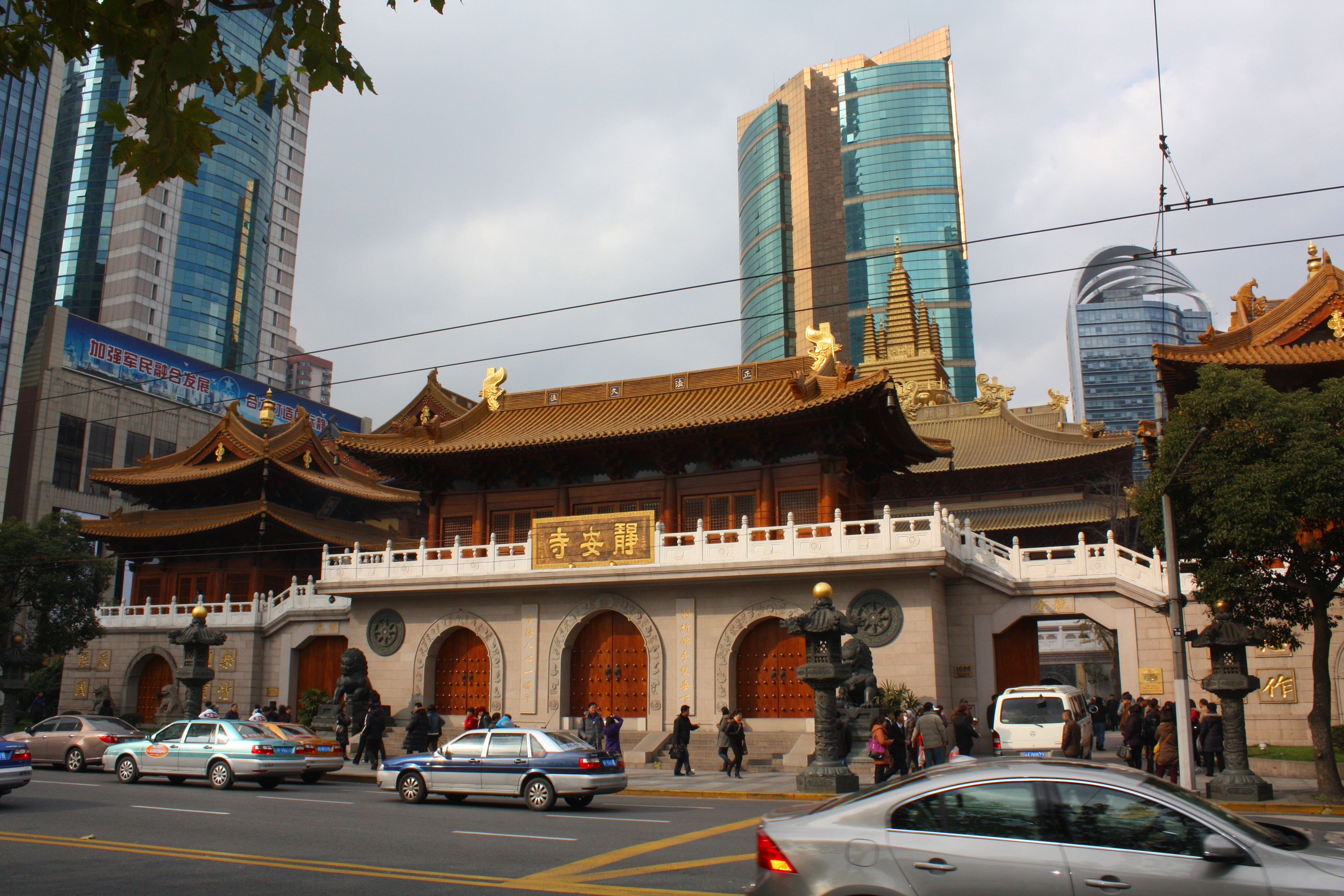
静安区得名于境内的静安寺

静安区因千年古刹静安寺（始建于公元247年）而得名。相传静安寺建于三国吴赤乌年间，南宋嘉定九年（1216年）从松江（今苏州河）北岸迁来今址（今常德路、南京西路、华山路、愚园路间），香火甚旺，为江南名刹。全上海的第一条现代交通线路即于20世纪初出现并连接静安寺至外滩。
静安区境內的陸地在晉朝至唐朝期間形成。唐朝天寶十年（751年），當地屬於華亭縣高昌鄉。1945年建区时，取境内寺名命名为静安区。當時靜安区东起泰兴路、茂名路，西至江苏路，南起长乐路。北至新闸路、梵皇渡路。1949年5月，上海戰役结束后，新政权接管靜安區後更名為靜安寺區。1950年6月，名稱改回靜安區。1956年撤销靜安寺區，常德路以东部分并入新成区，以西并入长宁区。1959年12月（一說1960年1月），撤销江宁、新成两区，當局將江宁区全部以及成都北路以西的新成区部分和长宁路、镇宁路以东的长宁区部分划归新設置的靜安區。2015年10月13日，原闸北区併入静安区。

## 行政区划

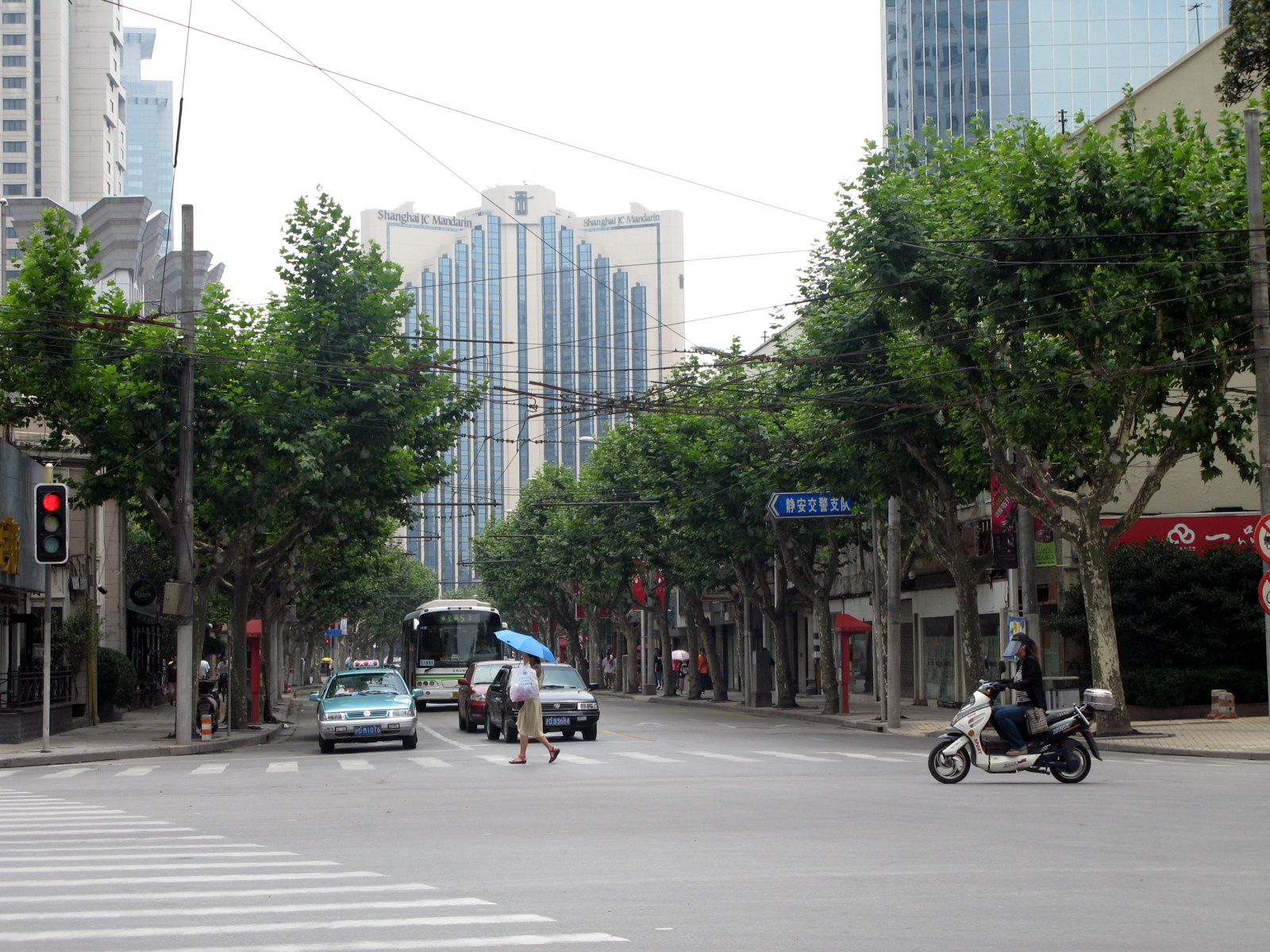
2007年的南京西路常德路口

目前静安区现下辖13个街道、1个镇：
江宁路街道、石门二路街道、南京西路街道、静安寺街道、曹家渡街道、天目西路街道、北站街道、宝山路街道、共和新路街道、大宁路街道、彭浦新村街道、芷江西路街道、临汾路街道和彭浦镇。

## 人口
2010年第六次全国人口普查结果户籍人口305,766人，常住人口246,788人。原闸北区并入后，户籍人口999,178人，常住人口1,077,284人。2020年第七次全国人口普查结果，常住人口为975,707人。

## 建筑
静安区区内著名地标有：静安寺、静安公园、静安寺广场、上海展览中心（原中苏友好大厦，是上海市重要官方会议场地之一）、南京西路高档商业娱乐休闲街（包括上海恒隆广场、中信泰富广场、梅龙镇伊势丹等）、百乐门大舞厅、上海商城、上海电视台、华山医院等等。
静安区亦由于历史原因和地理位置的独一无二，成为上海高档宾馆酒店最为集中的地区。区内云集：上海波特曼丽思卡尔顿酒店、希尔顿饭店、国际贵都大酒店、锦沧文华大酒店、上海宾馆、静安宾馆、百乐门大酒店。

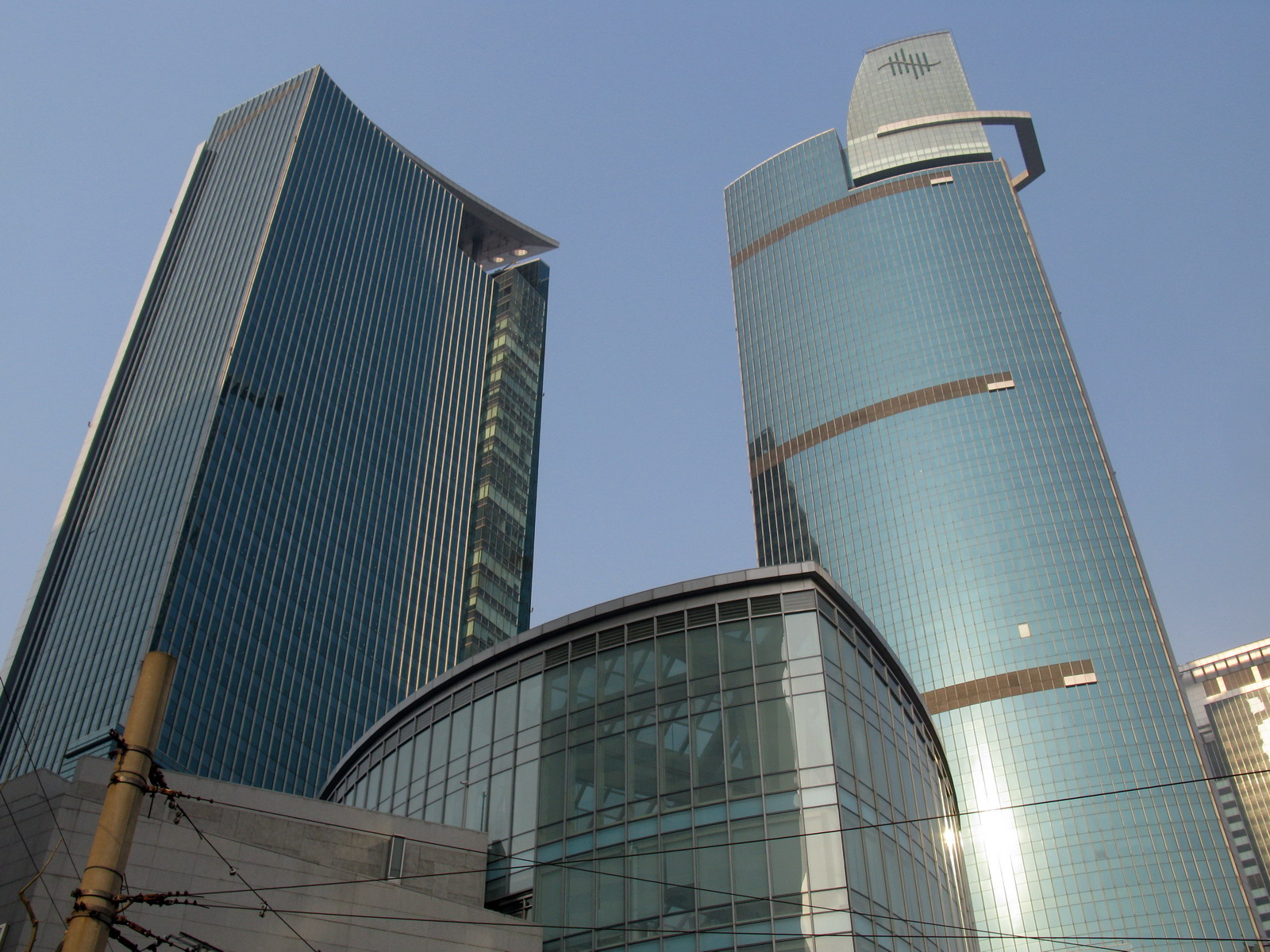
上海恒隆广场
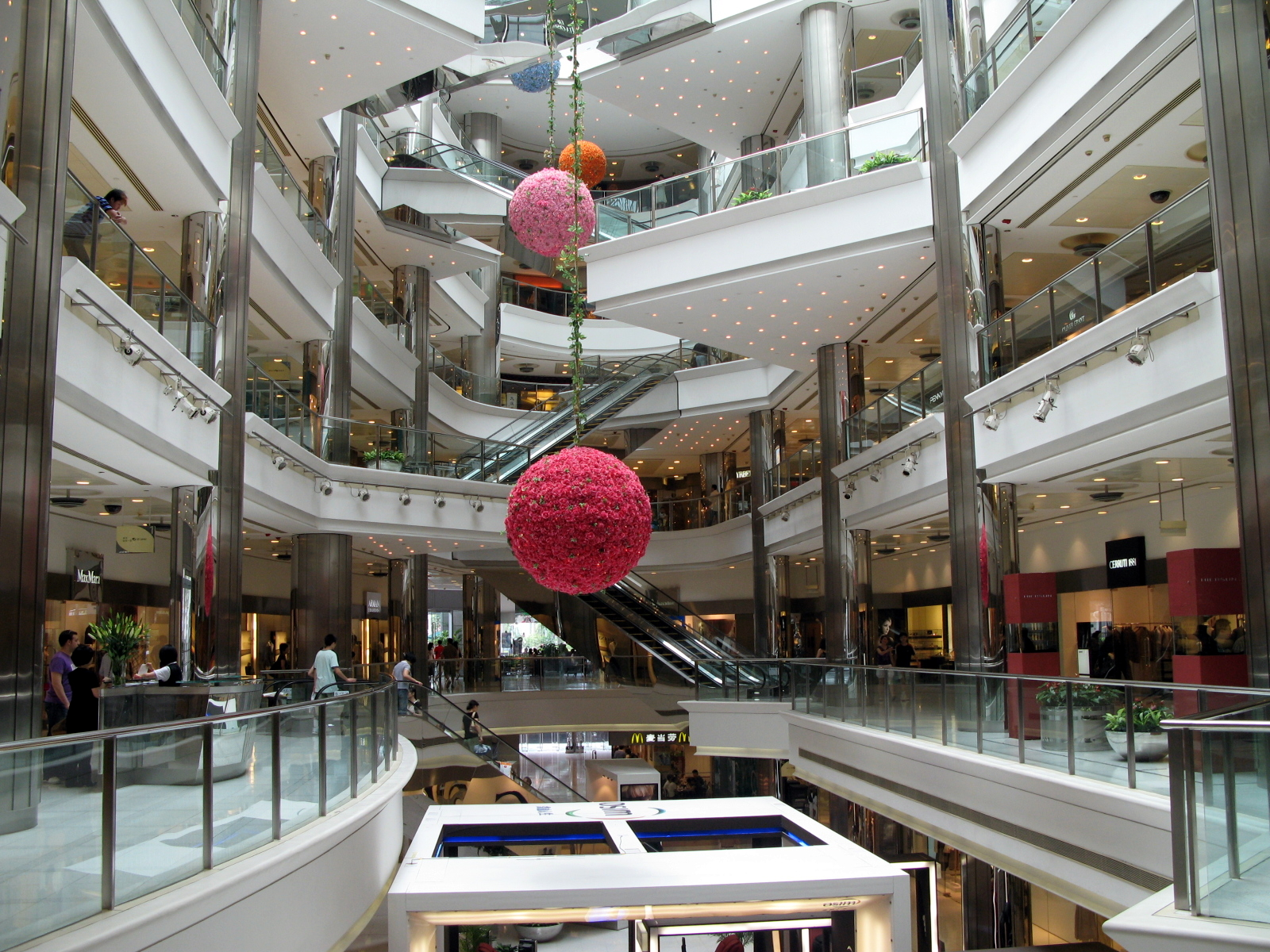
中信泰富广场
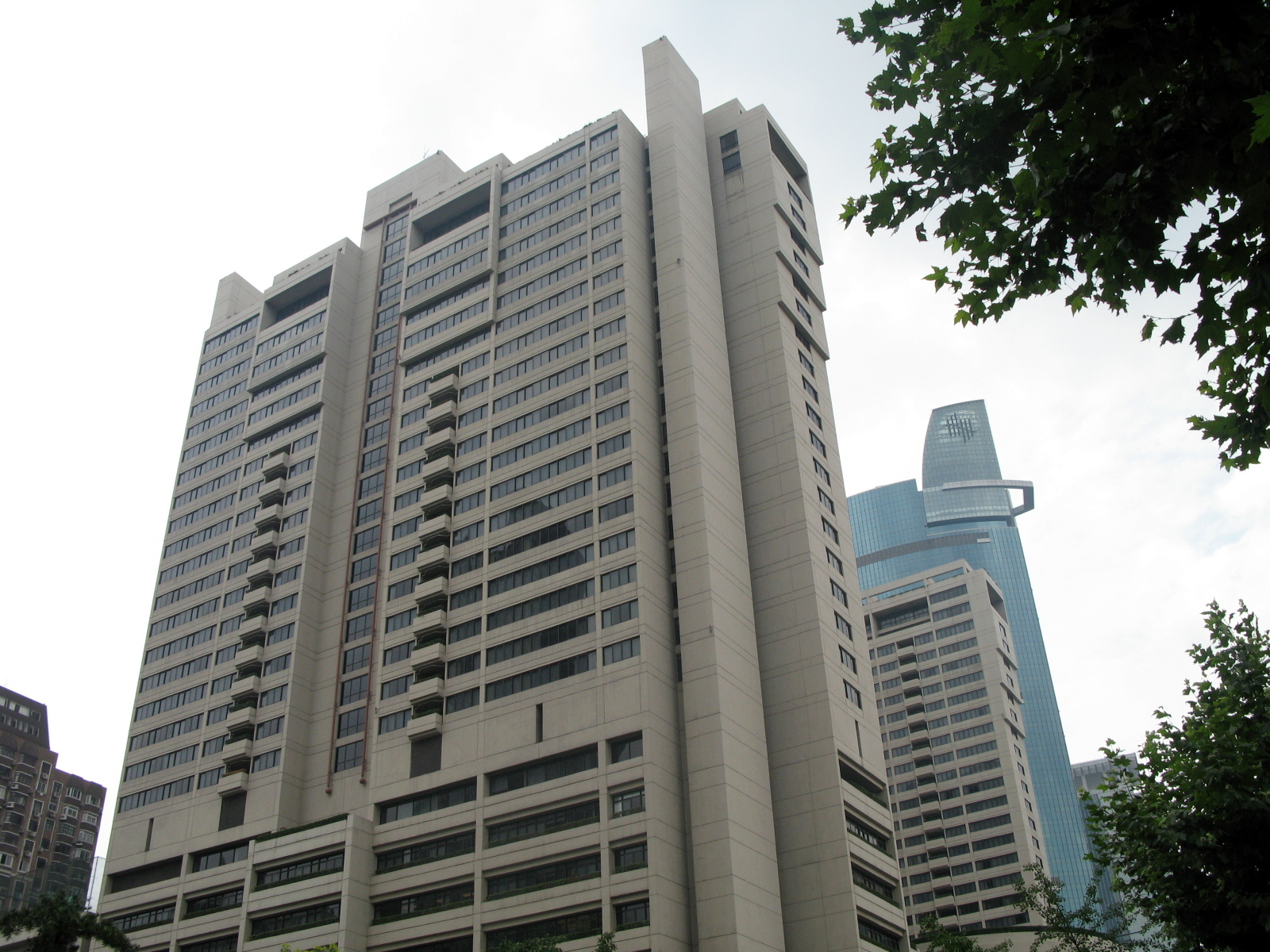
上海商城
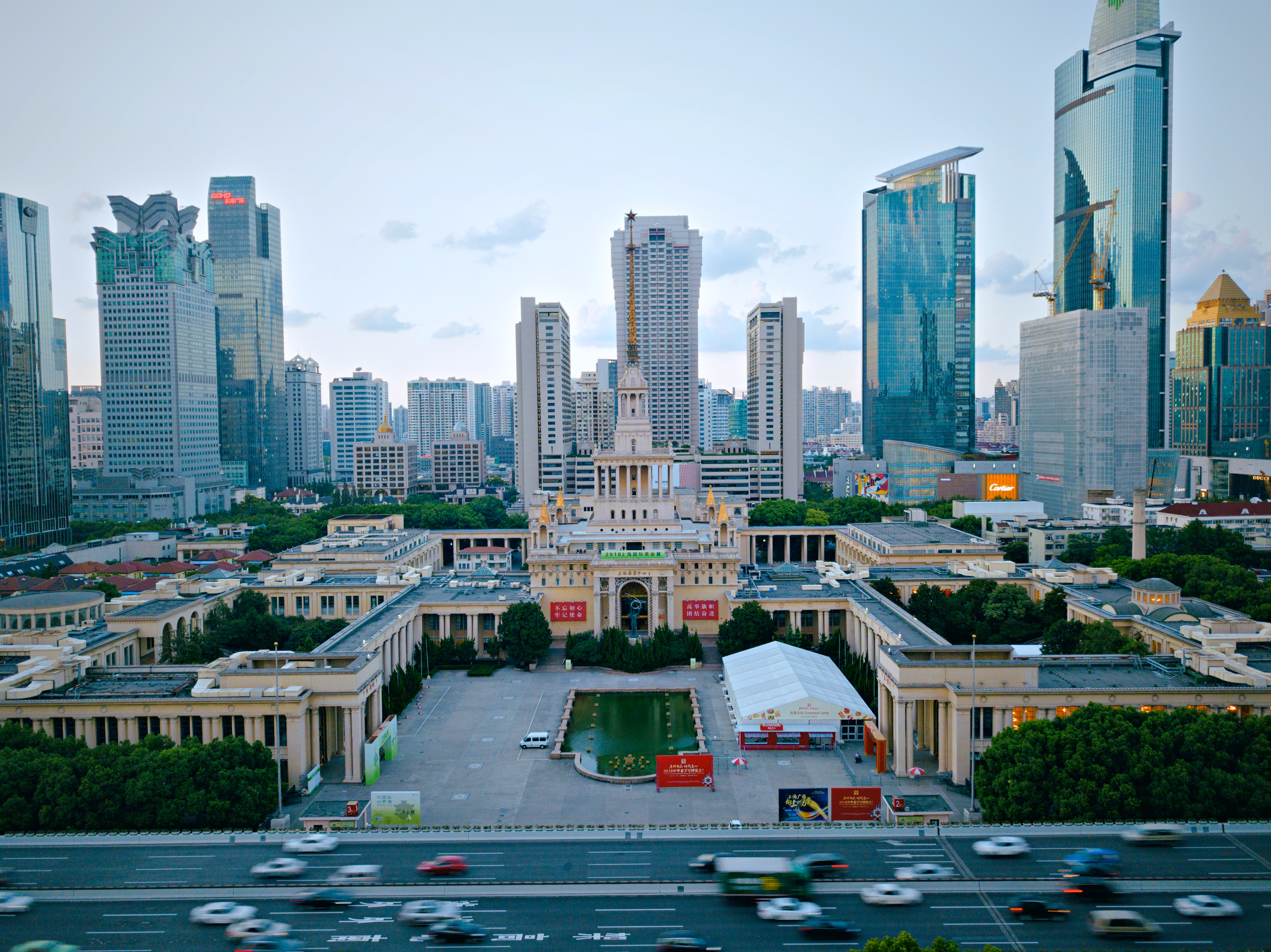
上海展览中心
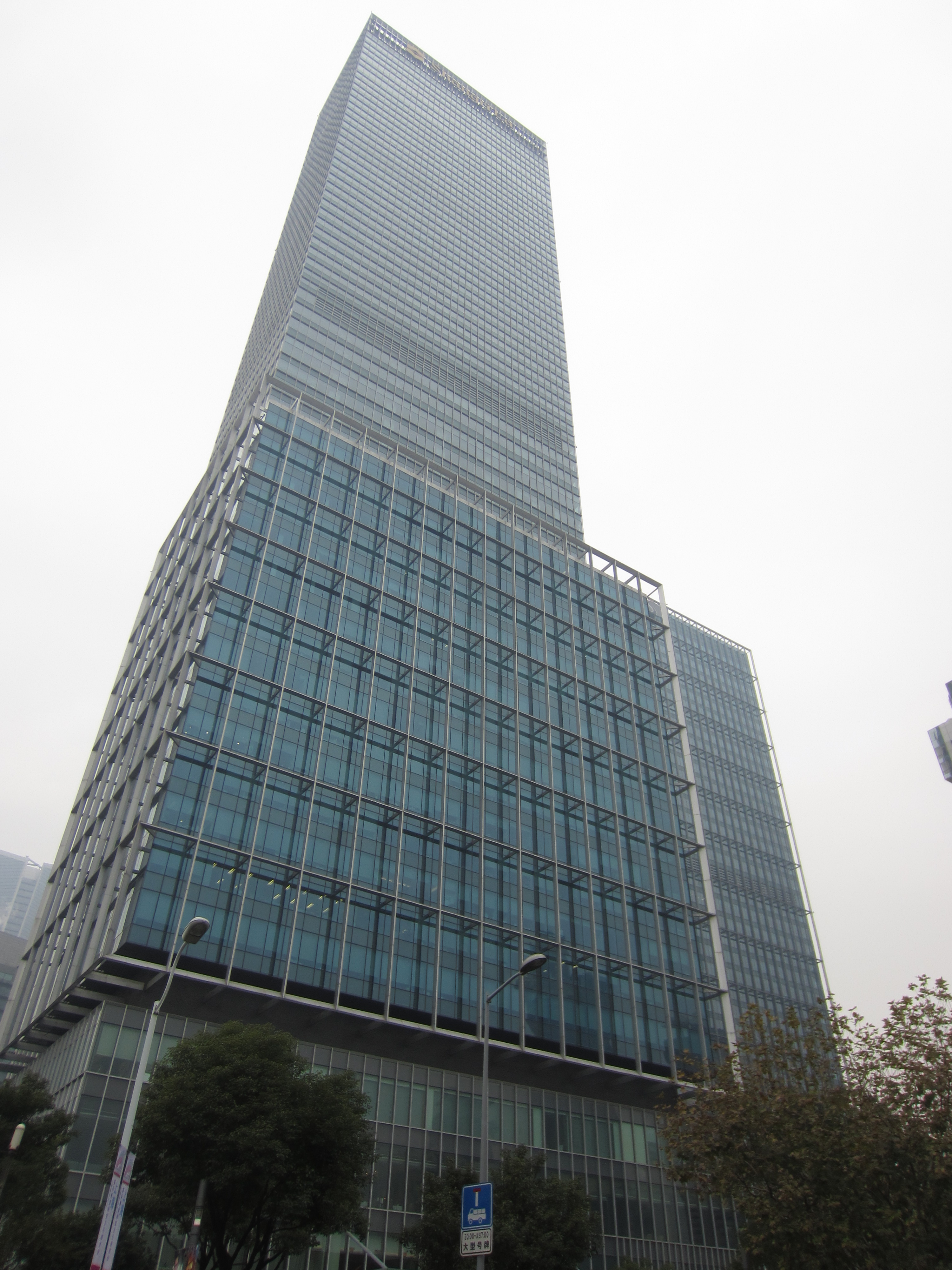
静安嘉里中心

## 轨道交通
- 1号线：共康路站—汉中路站
- 2号线：静安寺站—南京西路站
- 3号线、4号线：上海火车站站—宝山路站
- 7号线：昌平路站—静安寺站
- 8号线：西藏北路站—曲阜路站
- 10号线：天潼路站
- 12号线：天潼路站—曲阜路站
- 13号线：南京西路站
- 14号线：武定路站—静安寺站
- 20号线（建设中）：彭越浦路站—上海马戏城站

## 宗教
静安区内有诸多寺庙，如静安寺、玉佛寺等，静安区的区名即得名于静安寺。
静安区内在历史上教堂众多，现在仍然开放的基督教堂有怀恩堂（宋庆龄基金会所在地）、新恩堂等；天主教堂有大田路小德肋撒堂等。

## 文化
自19世纪末、20世纪初以来，静安区素以深厚的文化底蕴为积淀，诞生和出现过许多文化名人，也是政治人物的常到之处。如宋氏家族（蒋中正和宋美龄的中式世俗及西式教堂婚礼即在区内举行）、张爱玲（故居愚园路常德路口的爱丁顿公寓）、施蛰存等等。

## 全国重点文物保护单位
- 马勒住宅
- 中国共产党第二次全国代表大会会址

## 上海“11·15”特别重大火灾

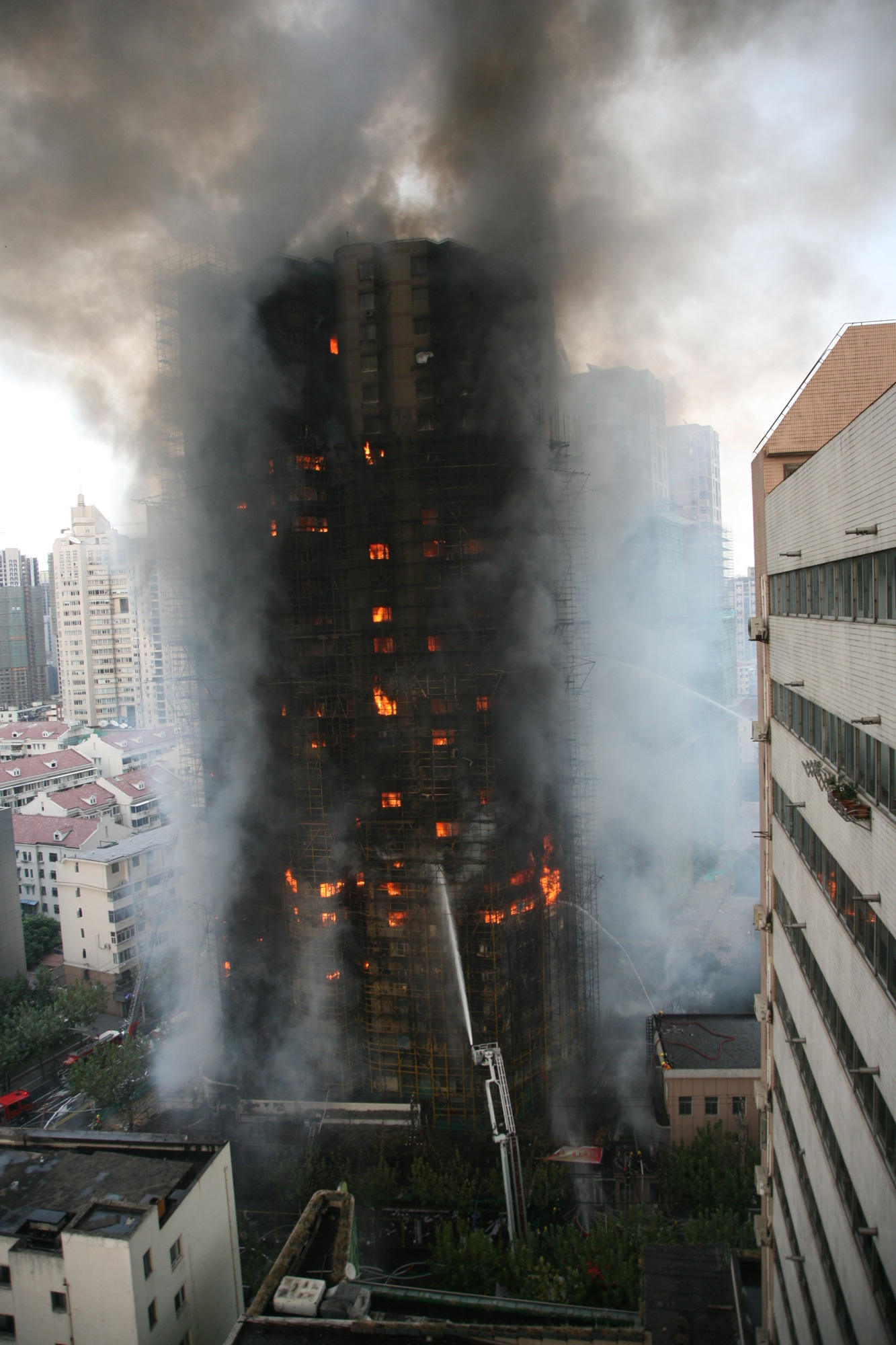
上海“11·15”特别重大火灾

2010年11月15日，胶州路一幢28层的公寓大楼发生特别重大火灾，造成58人死亡，受伤人数71人。